# Il giorno e la notte (Mariella Nava)
Il giorno e la notte è un album musicale, il secondo della cantautrice Mariella Nava, pubblicato nel 1989 dalla BMG Ariola su licenza Calycathus.
L'unico singolo dell'album Dentro di me, viene censurato per i contenuti ritenuti troppo spinti, che però riesce a muovere gli interessi di alcuni addetti ai lavori come Maurizio Costanzo e Renato Zero.
L'album racconta di una storia immaginaria di due teneri amanti che non riescono a sfiorarsi se non in un unico istante che rimane e ricorre all'alba e al tramonto, una origine del mondo diversa ipotizzata dall'autrice. Lui il giorno tenace, ostinato, lei più timida nella sua ombra, la notte, una storia d'amore, filo conduttore di questo secondo lavoro della Nava.
Con questo lavoro Mariella vide il suo debutto al Teatro Sistina di Roma in un unico concerto evento, spalleggiata da tutti quei grandi nomi che da tempo si erano accorti di lei e che già avevano interpretato sue canzoni.
L'album, arrangiato da Luis Bacalov e Maurizio Tirelli, è stato realizzato e registrato presso lo Studio Libero di Antonio Coggio.
L'album è stato ristampato dalla BMG Ricordi nel 2002 per la collana Gli indimenticabili.

## Tracce
Testi e musiche di Mariella Nava, salvo dove indicato.
1. Scegliamoci una canzone (intro)
2. Donne comunque
3. Dentro di me
4. Voglio diventare ricca
5. Bambolina
6. Il giorno e la notte
7. In nodo, la gabbia, il seme (M.Nava, L.Bacalov)
8. 1664 (Fiabe della buonanotte)
9. Grande il mio amore
10. Scegliamoci una canzone (finale)

## Formazione
- Mariella Nava – voce, tastiera
- Luis Bacalov – tastiera, pianoforte
- Paolo Carta – chitarra
- Maurizio Tirelli – tastiera, programmazione
- Alessandro Coggio – percussioni
- Gianni Oddi – sax
- Piccole Voci di Angelo Di Mario – cori